# 索菲·布雷
索菲·夏洛特·布雷（英語：Sophie Charlotte Bray，1990年5月12日—），英格兰女子曲棍球运动员。她曾代表英国国家队参加2016年夏季奥林匹克运动会曲棍球比赛，获得一枚金牌。